# Teodor Hertz

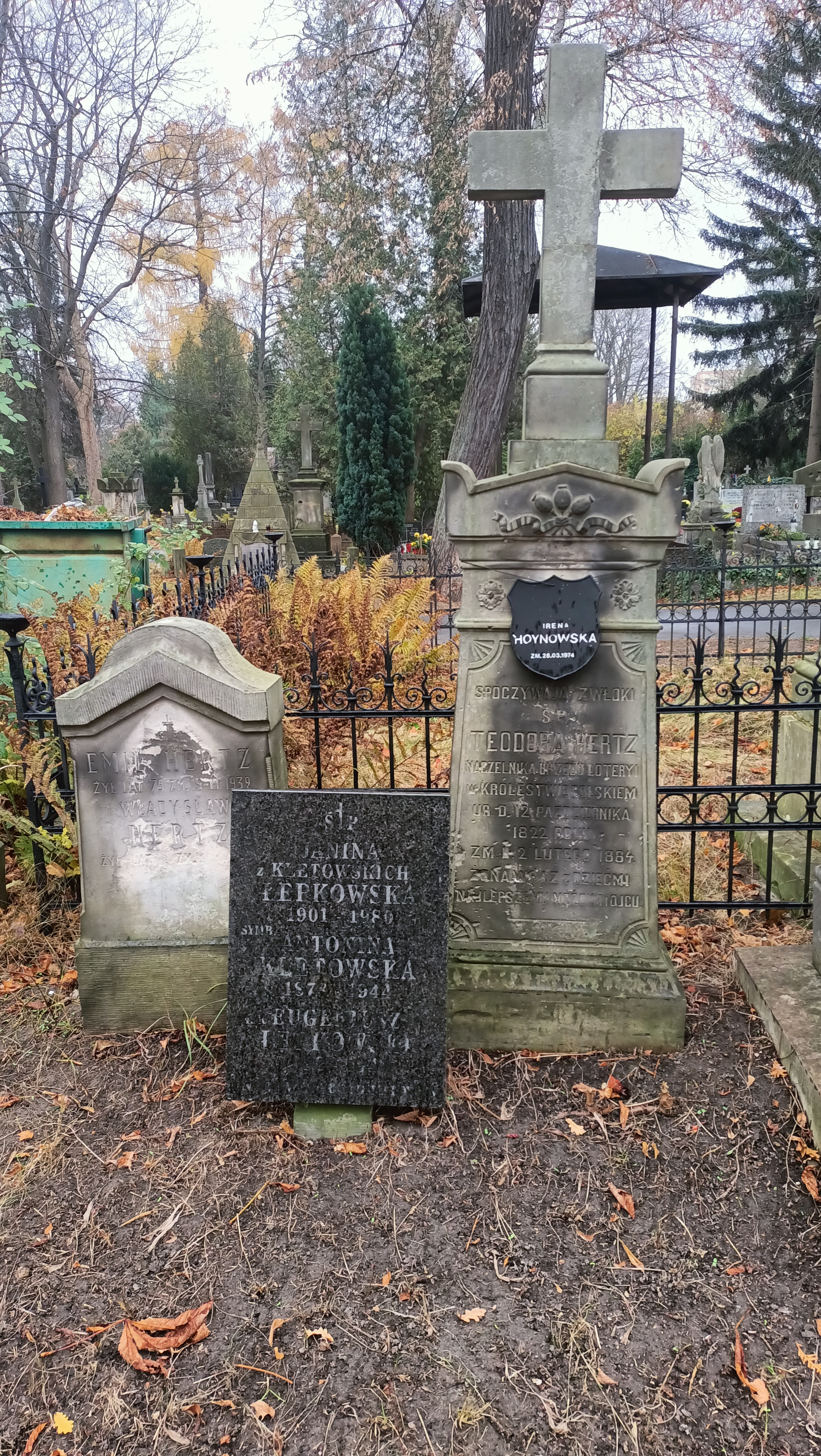
Grób Teodora Hertza na cmentarzu ewangelicko-augsburskim w Warszawie

Teodor Hertz (ur. 12 października 1822 w Kaliszu, zm. 2 lutego 1884 w Warszawie) – kompozytor muzyki lekkiej, tłumacz teatralny.
Hertz był synem Augusta Leopolda Hertza, prezydenta Kalisza w latach 1815–1830, i Ludwiki z Wolffów, ewangelików. Nauki pobierał w Kaliszu i Warszawie, w której złożył egzamin dojrzałości w 1842 i wstąpił do służby państwowej i do 1872, a więc przez 30 lat, pracował w Komisji Rządowej Przychodów i Skarbu, w tym roku objął nową posadę w Urzędzie Loterii, gdzie po siedmiu latach uzyskał stanowisko naczelnika.
Wysoce uzdolniony muzycznie, Hertz przez całe życie pracował również jako nauczyciel muzyki i kompozytor muzyki rozrywkowej i osiągał duże sukcesy w Polsce i za granicą. Tłumaczył również dla modnego warszawskiego teatru „Rozmaitości” komedie pióra autorów francuskich i niemieckich.
Hertz był żonaty z Wilhelminą z Giraudów. Syn pary, Władysław Giraud-Hertz (1860–1934), był także muzykiem i kompozytorem. Hertzowie pochowani są na cmentarzu ewangelicko-augsburskim w Warszawie (al. 7 nr 40).
Krewni Hertza przez długie lata (do 1939) prowadzili znaną cukiernię i kawiarnię w Głównym Rynku w Kaliszu. Odrodzona po 1945, wkrótce została odebrana rodzinie, lecz aż do lat 60. XX wieku przez kaliszan zwana była „kawiarnią Hertza” (mieściła się w kamienicy przy Głównym Rynku 19).